# Lamprogaster viola
Lamprogaster viola är en tvåvingeart som beskrevs av Malloch 1929. Lamprogaster viola ingår i släktet Lamprogaster och familjen bredmunsflugor. Inga underarter finns listade i Catalogue of Life.